# Создателям ракетного щита России
Па́мятник «Созда́телям раке́тного щита́ Росси́и» — мемориальный комплекс в городе Дзержинский Московской области.
Открыт 17 декабря 2004 года в сквере на Дзержинской улице.
Является собранием образцов ракетной техники установленных на открытой площадке.

## История
В декабре 1940 года в посёлке имени Дзержинского был организован завод № 512 по производству снарядов авиационного вооружения (в настоящее время ФЦДТ «Союз»). За годы существования предприятия, в его стенах были разработаны и созданы сотни образцов специальной техники, твёрдых ракетных топлив, энергетических установок для систем вооружения и космических объектов, технологий двойного назначения. В 1976 году, за создание современной техники, внёсшей значительный вклад в укрепление обороноспособности страны, предприятие было награждено орденом Октябрьской Революции.
Среди образцов техники, созданной при участии ФЦДТ «Союз», была межконтинентальная баллистическая ракета «Тополь». Именно она составила основу, созданному в 2004 году, мемориалу. Транспортный контейнер ракеты был установлен вертикально вверх и закреплён на бетонной площадке. Позже, в сквере рядом с «Тополем», появилась и другая ракетная техника.
С целью облагораживания территории, в сквере, были проложены пешеходные плиточные дорожки, установлены скамейки и фонари освещения. Новый памятник занял почётное место в списке достопримечательностей города Дзержинского.

## Описание

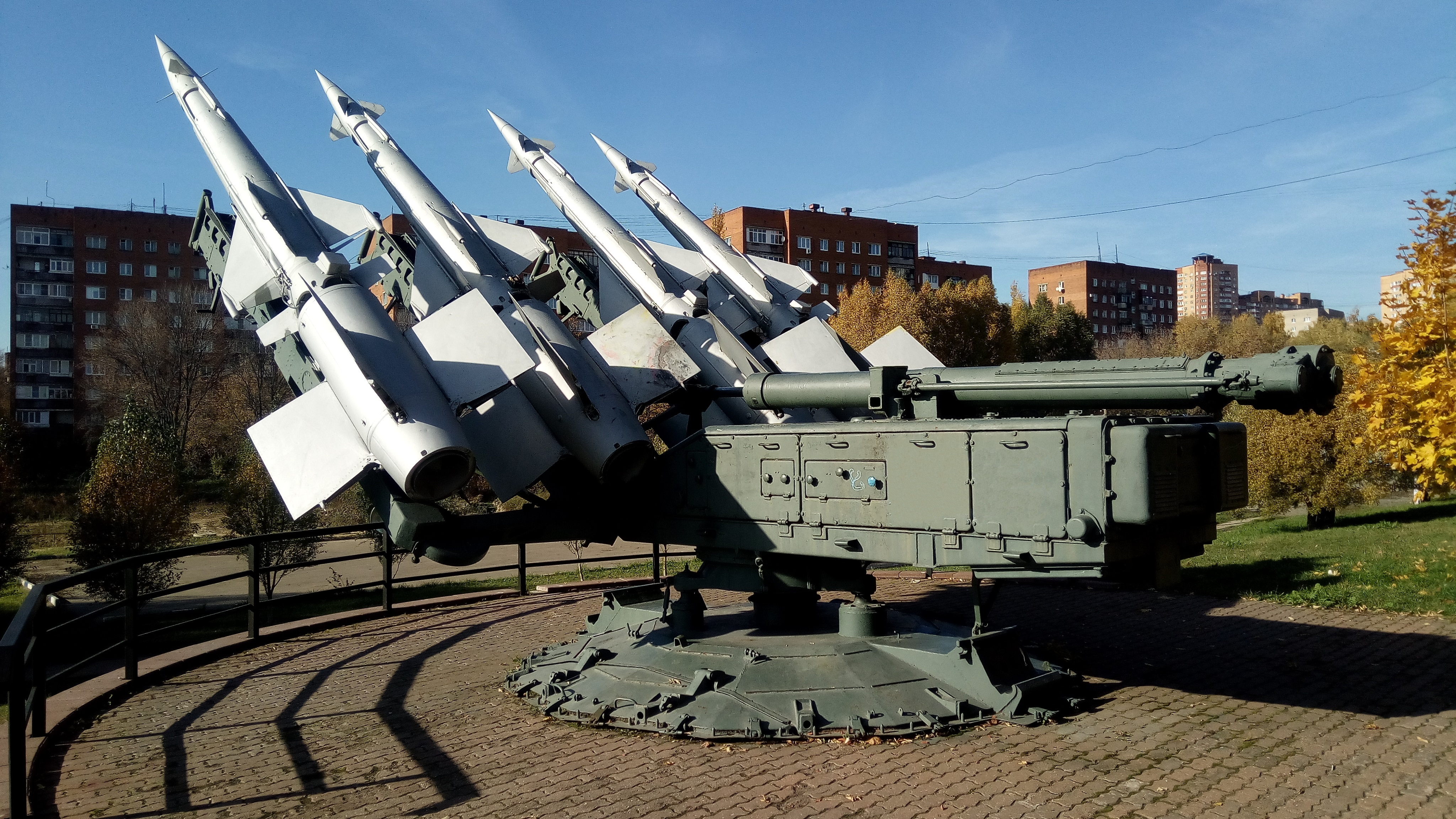
ЗРК С-125 в составе мемориального комплекса

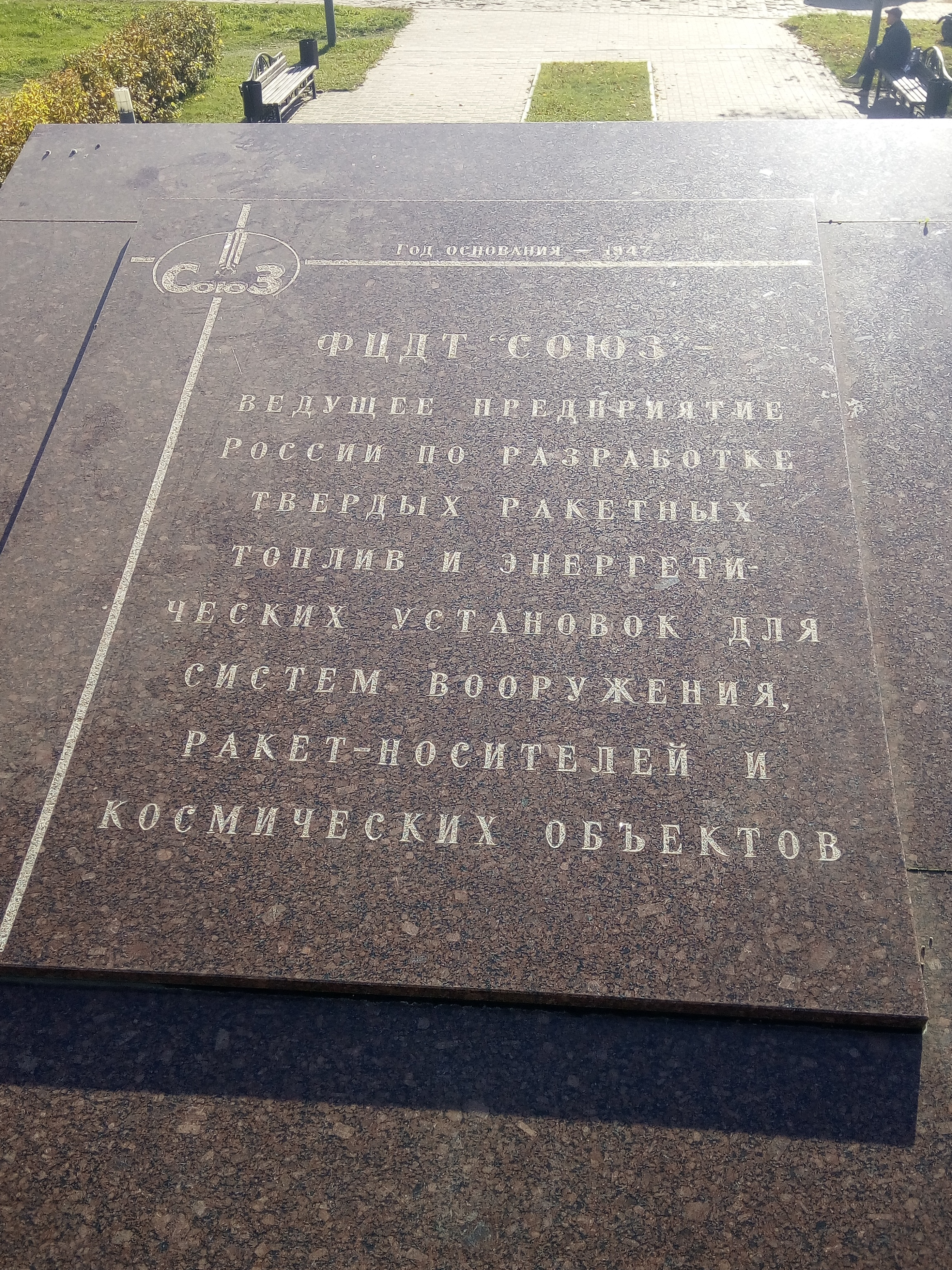
Мемориальная доска ФЦДТ «Союз» у подножия монумента

Строительство монумента и облагораживание прилегающей территории было выполнено по проекту архитектора В. В. Япринцева, в 2004 году. Торжественное открытие состоялось 17 декабря 2004 года, в день 45-летия основания РВСН СССР.
Основу памятника составил подлинный транспортно-пусковой контейнер баллистической ракеты «Тополь», установленный вертикально вверх и закреплённый тремя мощными опорами к бетонной площадке.
«Тополь» расположился на невысоком холме, к вершине которого ведёт бетонная лестница уложенная плиткой.
Посередине лестницы установлен небольшой гранитный постамент с надписью: «Создателям ракетного щита России», в основание которого заложена капсула с посланиями от трех поколений: от ветеранов, которые принимали непосредственное участие в создании «Тополя»; от сотрудников, работавших на предприятии в 2004 году; и от студентов, которые планировали связать свою судьбу с военно-промышленным комплексом России.
На вершине холма, перед «Тополем», размещена мемориальная доска с текстом:
| ФЦДТ «Союз» — ведущее предприятие России по разработке твёрдых ракетных топлив и энергетических установок для систем вооружения, ракет-носителей и космических объектов |

В экспозиции монумента расположены ещё два образца ракетной техники связанные с предприятием. Это пусковая установка зенитно-ракетного комплекса С-125 «Нева» с четырьмя ракетами В-600 и система залпового огня БМ-21 «Град» — потомок прославившейся на весь мир «Катюши». Все экспонаты подлинные.